# 李逸濤
李逸濤（1876年—1921年），名書，字逸濤，另號亦陶、煙花散人、逸濤山人，臺北市人，初居淡水竹圍莊，後搬至大稻埕。曾任《台灣日日新報》記者，與報社漢文部主任阪部春燈（阪部峻，1859-1898）、社長守屋善兵衛、漢文部主筆日下峰蓮（日下欽次郎，1897-1914）相交，亦結識漢詩人籾山衣洲（1855-1919）等人，參與以日本文人為主體的「玉山吟社」活動。其著作涵括詩、文及小說，尤以小說創作聞名於世，著有《蠻花記》、《黑心符》、《白玉簪》等。與連橫往來密切。